# 才让
才让（藏語：ཚེ་རིང་，威利转写：tshe ring；1957年—），甘肃夏河人，藏族，中华人民共和国政治人物、第十一届全国政协委员。
加入中国共产党，担任中国钢研科技集团公司党委书记。2008年，当选第十一届全国政协委员，代表少数民族界，分入第四十九组。并担任民族和宗教委员会专委。